# Pierre Bartier
Pour les articles homonymes, voir Bartier.
Pierre Bartier, né le 7 octobre 1945 et mort en 2006, est un journaliste, écrivain, scénariste de cinéma et bande dessinée belge. Connu pour ses collaborations avec Guy Peellaert et Picha.

## Biographie
Pierre Bartier naît le 7 octobre 1945.
Il écrit le scénario de bande dessinée pour le dessinateur Guy Peellaert du roman graphique Les Aventures de Jodelle. Il donne à son personnage les traits de la chanteuse Sylvie Vartan,. Ce one shot est directement publié en album aux Éditions du terrain vague dirigées par Éric Losfeld en 1966. Il comporte 68 planches. L'ouvrage est traduit en anglais et publié par Fantagraphics en 2013.
En 1972, il aborde le monde du cinéma en coécrivant le scénario du long métrage du film policier Les Tueurs fous, de Boris Szulzinger.
En 1973, il écrit l'ouvrage Bruxelles, guide tendancieux illustré par le dessinateur Picha sur Bruxelles. L'ouvrage connaît six éditions.
En 1975, dans le dessin animé, il est le coscénariste pour le réalisateur Picha du film d'animation La Honte de la jungle, succès mondial qui met en scène un ancêtre très, très éloigné de Tarzan, laid, peureux, stupide et particulièrement obsédé par les choses du sexe. Il enchaîne avec la déjantée fable préhistorique Le Chaînon Manquant (1980), sélectionnée au Festival de Cannes.
Il coécrit encore le scénario d'un téléfilm d'animation Le Père Noël et son jumeau en 1996.
Pierre Bartier meurt en 2006.
Le Musée de la photographie à Charleroi expose un grand pêle-mêle de clichés de Pierre Bartier. Il accompagnait souvent en reportage les photographes belges Harry Gruyaert et François Hers. C'est en photographe amateur qu'il sortait fréquemment son appareil. Les clichés révèlent des scènes en apparence banales, mais aux cadrages subtils dont les visages ne sont jamais dévoilés. Il pose son regard lors d'un reportage sur Les Belges à New York ou lors de soirées dans des clubs privés.

## Œuvres

### Filmographie comme coscénariste

#### Longs métrages
- 1972 : Les Tueurs fous[7], film policier de Boris Szulzinger, coscénariste avec Michel Gast et Boris Szulzinger, 1 h 22 min
- 1975 : Tarzoon, la honte de la jungle[9], film d'animation de Picha et Boris Szulzinger, coscénariste avec Anne Beatts et Michael O'Donoghue
- 1980 : Le Chaînon manquant[10], film d'animation de Picha, coscénariste avec Jean Collette et Christian Dura.

#### Téléfilm
- 1996 : Le Père Noël et son jumeau[11], téléfilm d'animation de Francis Nielsen, coscénariste avec Grégoire Solotareff, 22 min.

### Publications

#### Album de bande dessinée
- Les Aventures de Jodelle, Éric Losfeld, Paris, 2e trimestre 1966
Scénario : Pierre Bartier - Dessin : Guy Peellaert - Couleurs : quadrichromie

#### Ouvrages
Note : l'année indiquée entre parenthèses est la date de la première parution
- Bruxelles, guide tendancieux, illustrations de Picha, Éditions Marc Vokaer (1973)
- Bruxelles, guide tendancieux - Spécial nocturne, illustrations de Picha, Éditions Marc Vokaer (1975)
- Démocratie Belge, illustrations de Picha, Éditions Marc Vokaer (1976).

### Émissions de télévision
- Bruxelles, le guide tendancieux de Picha et Bartier sur Sonuma, Picha (Intervenant), Pierre Bartier (Intervenant) Antenne Soir (12 min 32 s), 27 janvier 1974.

### Podcast
- Pascal Goffaux, « Pierre Bartier, le tendancieux : L'interview de Pascal Goffaux », Pascal Goffaux a rencontré Adeline Rossion, une des responsables des collections au Musée de la photographie à Charleroi, pour discuter de l'exposition consacrée au photographe Pierre Bartier. [], sur Auvio, 4 juillet 2017 (consulté le 29 janvier 2024).